# Pellorneum
Pellorneum és un gènere d'ocells que ha patit recents reubicacions taxonòmiques. Fins fa poc classificat a la família dels timàlids (Timaliidae), actualment el COI el situa als pel·lornèids (Pellorneidae). Habiten a la regió indomalaia.

## Taxonomia i etimologia
El gènere Pellorneum va ser introduït el 1832 pel naturalista anglès William Swainson amb la matinera maculada (Pellorneum ruficeps) com a espècie tipus.[1][2] El nom del gènere combina el grec antic «pellos »que significa “color fosc” i «orneon», “ocell”.
Segons la classificació del Congrés Ornitològic Internacional (versió 15.1, 2025) el present gènere està format per 18 espècies si bé no totes les autoritats taxonòmiques segueixen el mateix criteri:
- Pellorneum ruficeps - matinera maculada.
- Pellorneum fuscocapillus - matinera coronada de Sri Lanka.
- Pellorneum palustre - matinera d'aiguamoll.
- Pellorneum nigrocapitatum - matinera coronada d'Indonèsia.
- Pellorneum capistratum - matinera coronada de Java.
- Pellorneum capistratoides - matinera coronada de Borneo.
- Pellorneum malaccense - matinera cuacurta.
- Pellorneum saturatum -[nota 1][7][8]
- Pellorneum poliogene -[nota 2][7][8]
- Pellorneum cinereiceps - matinera capgrisa.
- Pellorneum albiventre - matinera gorjatacada.
- Pellorneum tickelli - matinera de Tickell.
- Pellorneum buettikoferi - matinera de Sumatra.
- Pellorneum pyrrogenys - matinera de Temminck.
- Pellorneum rostratum - matinera pitblanca.
- Pellorneum macropterum -[nota 3][9][8]
- Pellorneum bicolor - matinera bicolor.
- Pellorneum celebense - matinera de Sulawesi.